# Red Sand Beach
Red Sand Beach (Plaža crvenog pijeska), poznata i pod nazivom plaža Kaihalulu  je mala plaža smještena u zaljevu Kaihalulu. Nalazi se na otoku Maui, Havaji, na Kaʻuiki Headu.

## Lokacija
Zaljev Kaihalulu i Crvena pješčana plaža leže na strani Ka'uiki Heada, koji je stožasti pepel južno od zaljeva Hana, na istočnoj obali otoka Maui. Ime zaljeva dolazi od riječi kai halulu što na havajskom jeziku znači "buči more". Ime brda dolazi od ka ʻuiki što znači "sjaj". Bilo je to mjesto tvrđave i hrama (heiau) gdje se vodilo nekoliko bitaka protiv osvajača s otoka Hawaii. To je također bilo rodno mjesto moćne kraljice Kaʻahumanu. 
Plaža Red Sand djelomično je zaštićena od nemirnog otvorenog oceana morskim grebenom. Rezultat je prirodni morski zid koji štiti uvalu od velikih valova. Kaihalulu je jedna od rijetkih plaža s crvenim pijeskom na svijetu. Pijesak je duboke crveno-crne boje, što je u kontrastu s plavom vodom, zidom crnog mora i zelenim stablima željeznog drveta. Stožac pepelnice iza plaže stalno erodira, što stalno povećava uvalu. Ovo brdo je bogato željezom i zato je pijesak na plaži tako tamno crven.
Kaihalulu je iznimno izoliran i zahtijeva prilično kratak, ali opasan pješačenje do njega. Staza do plaže prelazi preko privatnog posjeda i slijedi greben visoko iznad oceana. Znakovi upozoravaju posjetitelje da je zabranjen prolaz, a staza je prilično strma i uska te prilično skliska zbog labave i trošne pepela, kao i iglica s obližnjih stabala tvrdog drveta. Staza također prolazi pored drevnog japanskog groblja. Zbog izoliranosti plaže i teškog pristupa, neki posjetitelji smatraju da je odjeća neobavezna.

## Vanjske poveznice
- G. Donald Bain. 4. siječnja 2002. Red Sand Beach is a hidden gem. Virtual Guidebooks. Pristupljeno 19. rujna 2010. A panorama of the beach
- user-generated Google map of location and trail.